# Mur marroquí

Murs marroquins al territori del Sàhara Occidental. En groc el territori controlat per la RASD.

Mur marroquí o Mur del Sahara Occidental (també conegut per alguns com a Mur de la vergonya) és un conjunt de vuit murs de seguretat d'una longitud superior als 2.720 km construïts pel Marroc al Sahara Occidental. És una zona militar amb búnkers, tanques i camps de mines, construïda amb la finalitat de protegir el territori efectivament ocupat pel Marroc de les incursions del Front Polisario, i evitar la tornada dels refugiats saharauis al territori.

## Característiques
La construcció es va inspirar de la Línia Bar Lev, construïda per Israel al llarg del Canal de Suez, el mur va ser construït per l'exèrcit marroquí, amb l'ajuda d'experts israelians i l'assistència financera de l'Aràbia Saudita. La construcció es va dur a terme en diverses fases, cadascuna de les quals ampliava el territori controlat per l'exèrcit marroquí. Així, en molts llocs el mur és en realitat un conjunt consecutiu de diferents murs.
Cada quatre o cinc quilòmetres està desplegat una companyia militar, generalment infanteria, encara que també altres cossos com paracaigudistes. Cada 15 km hi ha un radar per informar a bateries d'artilleria properes, cap a l'interior és territori minat, filferrat, a més d'obstacles com a murs de sorra o de pedres (inferiors a 1 metre normalment). Es parla d'una xifra entre 10 i 40 milions de mines.
És defensat per uns 100.000 soldats marroquins. Per contrarestar qualsevol possible atac per sorpresa en el desert, l'exèrcit marroquí ha engegat un sistema de vigilància al llarg de tot el mur, que van des de senzills sistemes d'alarma fins a radars de tipus Rasura i AN/PPS-15 que pot detectar el moviment en un radi de fins a 60 quilòmetres.

## Context
El mur va començar a construir-se en 1980 per mantenir fora de l'abast dels saharauis els dos terços del Sahara Occidental, on es troben les mines de fosfats de Bucraa així com la zona costanera, que és d'una gran riquesa pesquera. El territori més enllà del mur està sota el control del Front Polisario, en el que denominen Territoris Alliberats, i una zona hostil, part del desert del Sahara que gairebé no posseeix importància econòmica.
Segons el govern marroquí els seus objectius pretenen ser:
- Protegir d'accions militars sahrauís a les ciutats més importants
- Protegir els jaciments de fosfats i la riquesa pesquera
- Crear una concentració de forces per a una millor defensa
- Eliminar o reduir el factor sorpresa
- Obstaculitzar qualsevol ofensiva o acció armada
- Limitar l'efecte guerra de guerrilles

## Construcció del mur
Les fortificacions van ser construïdes progressivament per les forces marroquines a partir del 1980, amb ajuda d'assessors sud-africans, sud-coreans i israelians, i van acabar formalment el 16 d'abril del 1987.
El mur va ser construït en sis etapes, i l'àrea darrere de la paret es va ampliar a poc a poc d'una àrea petita prop del Marroc al nord fins a la major part de la part central i occidental del país. Els murs construïts van ser:
- 1r mur (agost 1980 – juny 1982) que envolta el "triangle útil" d'Al-Aaiun, Smara i les mines de fosfats de Bucraa (c. 500 kilòmetres).
- 2n mur (desembre 1983 – gener 1984) envoltant Amgala (c. 300 kilòmetres).
- 3r mur (abril 1984 – maig 1984) envoltant Jdiriya i Haouza (c. 320 kilòmetres).
- 4t mur (desembre 1984 – gener 1985) envoltant Mahbes i Farsia (c. 380 kilòmetres).
- 5è mur (Maig–Setembre 1985) envoltant Guelta Zemur, Bir Anzarane i Dakhla (c. 670 kilòmetres)
- 6è mur (feb–abr 1987) envoltant Auserd, Tichla i Bir Guenduz (c. 550 kilòmetres)
- 7è mur (nov-des 2020) des del 6è mur fins a la frontera amb Mauritània (c. 14 kilòmetres)[4]

## Galeria

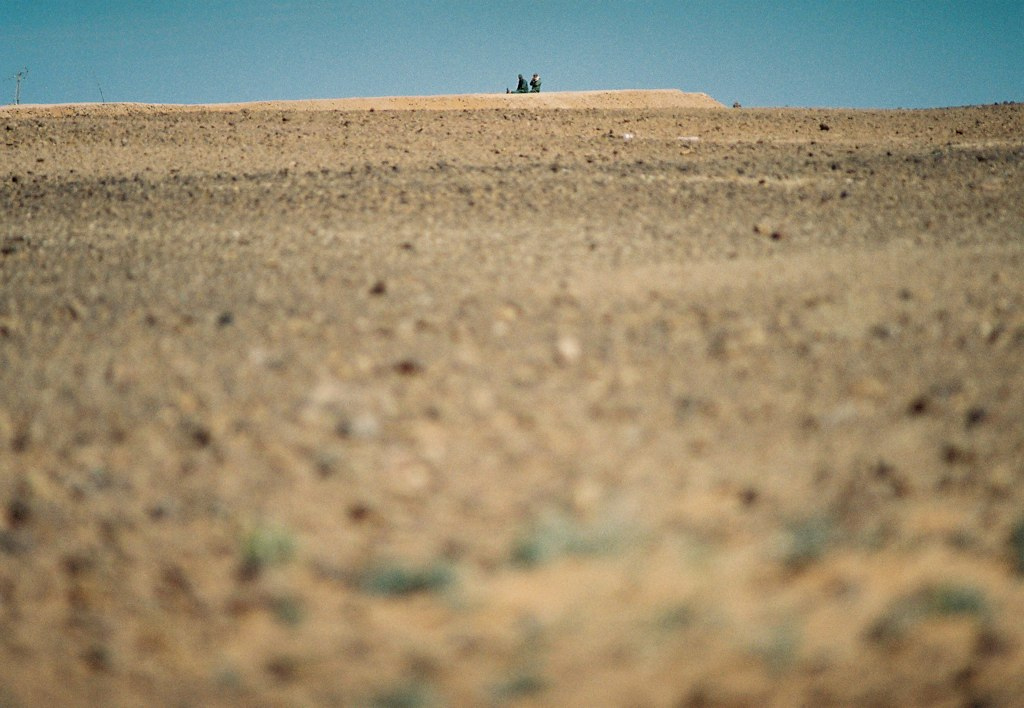
Mur a l'est de Mahbes
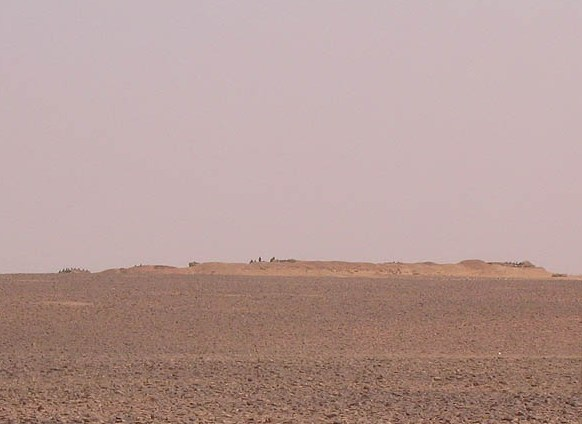
Mur al sud de Mahbes

## Context internacional

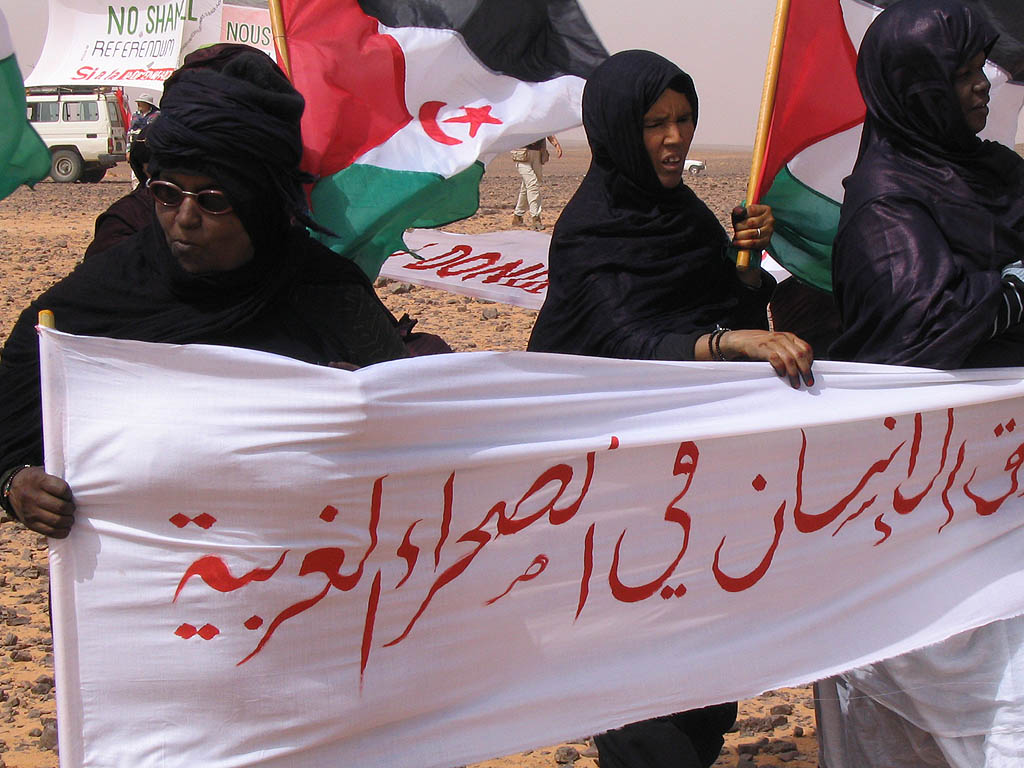
Dones protestant contra el mur.

A Europa els més opositors al mur i per això, a la sobirania marroquina sobre el territori saharaui, han estat organitzacions principalment de drets humans i humanitàries, encara que compten amb un petit suport polític principalment espanyol i italià. Durant els dos últims anys s'han celebrat manifestacions en les rodalies del mur amb el suport del Front Polisario i a la rodalia de Tifariti.
A Àfrica, Algèria és un aliat tradicional dels sahrauís, i és un ferm partidari de la independència del territori i, per tant, molt crític de l'ocupació protegida pel mur. Aquest país recolza al Polisario per diversos motius. En els anys 1960, el Marroc ambicionava estendre el seu territori no només a l'antiga colònia espanyola sinó també a Mauritània i zones limítrofes d'Algèria, la qual cosa va provocar combats amb aquesta última entre setembre i octubre de 1963 (coneguts com la Guerra de les Sorres).
Segons els mapes de la Missió de Nacions Unides pel Referèndum al Sàhara Occidental (MINURSO) i de l'Alt Comissionat de les Nacions Unides per als Refugiats, Parts del mur marroquí s'internen durant diversos kilòmetres en el territori de Mauritània reconegut internacionalment.
A l'estiu de 2005, l'Exèrcit del Marroc va accelerar l'expulsió (iniciat a les darreses setmanes de 2004) d'immigrants il·legals, detingut al nord del Marroc a la part oriental del mur, al Zona Lliure. El Front Polisario i la MINURSO van rescatar-ne dotzenes perdut al desert, que s'havien quedat sense aigua. Altres van morir de set. L'octubre el Polisario va rebre 22 immigrants a Meharrize, 46 a Tifariti i 97 a Bir Lahlu. Procedien de països africans (Gàmbia, Camerun, Nigèria, Ghana…), llevat un grup de 48 que eren de Bangladesh.

### La Columna Mil
Des de 2008 es du a terme anualment al desert una manifestació contra el mur anomenada "La columna mil" en la que hi participen activistes internacionals dels drets humans i refugiats sahrauís. A la demostració de 2008 hi participaren més de 2.000 persones (la majoria d'ells sahrauís i espanyols, però també algerians, italians, etc ...) i van fer una cadena humana exigint la demolició del mur, la celebració del referèndum d'autodeterminació atorgat per l'ONU i les parts en 1991, i la fi de l'ocupació marroquina del territori.
En l'edició de 2009 un refugiat saharaui adolescent anomenat Ibrahim Hussein Leibeit va perdre la meitat de la cama dreta en l'explosió d'una mina terrestre. L'incident va tenir lloc quan Ibrahim i desenes de joves saharauis van trencar la línia de seguretat amb l'objectiu de llançar pedres a l'altre costat del mur.